# Надь, Йожеф (1892)
Йожеф Надь (венг. József Nagy; 15 октября 1892, Будапешт, Венгрия — 1963) — венгерский футболист и тренер. Работал в различных клубах и в сборной Швеции, а также в клубах Серии А.
Возглавлял сборную Швеции на чемпионатах мира в 1934 и 1938, а также на Олимпиаде в Париже, где шведы выиграли бронзовые медали.

«Болонья» под его руководством выиграла Кубок Митропы в 1932 году.